# Светий Юрай-у-Трню
46°23′ пн. ш. 16°37′ сх. д. / 46.38° пн. ш. 16.61° сх. д.
Светий Юрай-у-Трню (хорв. Sveti Juraj u Trnju) — населений пункт у Хорватії, в Меджимурській жупанії у складі громади Доній Кралєвець.

## Населення
Населення за даними перепису 2011 року становило 300 осіб.
Динаміка чисельності населення поселення:

## Клімат
Середня річна температура становить 10,38 °C, середня максимальна – 24,44 °C, а середня мінімальна – -6,04 °C. Середня річна кількість опадів – 784 мм.
| Клімат поселення                              | Клімат поселення | Клімат поселення | Клімат поселення | Клімат поселення | Клімат поселення | Клімат поселення | Клімат поселення | Клімат поселення | Клімат поселення | Клімат поселення | Клімат поселення | Клімат поселення | Клімат поселення |
| Показник                                      | Січ.             | Лют.             | Бер.             | Квіт.            | Трав.            | Черв.            | Лип.             | Серп.            | Вер.             | Жовт.            | Лист.            | Груд.            |                  |
| Середній максимум, °C                         | 5,50             | 7,43             | 12,04            | 16,41            | 21,80            | 24,44            | 23,82            | 23,23            | 19,24            | 14,36            | 8,51             | 4,81             |                  |
| Середня температура, °C                       | −0,27            | 1,64             | 6,28             | 10,61            | 16,02            | 18,65            | 20,08            | 19,49            | 15,50            | 10,64            | 4,79             | 1,07             |                  |
| Середній мінімум, °C                          | −6,04            | −4,14            | 0,48             | 4,84             | 10,24            | 12,88            | 16,35            | 15,75            | 11,78            | 6,92             | 1,05             | −2,66            |                  |
| Норма опадів, мм                              | 38               | 39               | 48               | 60               | 71               | 88               | 85               | 81               | 76               | 69               | 75               | 54               |                  |
| Середньомісячна швидкість вітру, м/с          | 2.10             | 2.36             | 2.70             | 2.70             | 2.50             | 2.20             | 2.19             | 1.90             | 1.98             | 2.00             | 2.13             | 2.18             |                  |
| Середньомісячна сонячна радіація, кДж/м²·день | 3974             | 6718             | 10608            | 15015            | 19132            | 21089            | 21473            | 18778            | 13891            | 8620             | 4449             | 3239             |                  |
| --------------------------------------------- | ---------------- | ---------------- | ---------------- | ---------------- | ---------------- | ---------------- | ---------------- | ---------------- | ---------------- | ---------------- | ---------------- | ---------------- | ---------------- |
| Джерело:                                      |                  |                  |                  |                  |                  |                  |                  |                  |                  |                  |                  |                  |                  |